# Lord Satanas
Lord Satanas ist ein allegorisch gehaltener, US-amerikanischer Stummfilm in Gestalt einer Schauermär aus dem Jahre 1926 von D. W. Griffith mit Adolphe Menjou in der Haupt- und Titelrolle. Die Geschichte, die das „Faust“-Motiv variiert und in die Moderne überträgt, basiert auf dem Roman The Sorrows of Satan or The Strange Experience of One Geoffrey Tempest, Millionaire (1895) von Marie Corelli.

## Handlung
Luzifer, der Teufel, wird als gefallener Engel, der sich Gottes Willen widersetzt hatte, aus dem Himmel verbannt und muss nun auf Erden als verarmter Prinz Lucio de Rimanez wandeln. Erst wenn er einer durchs Leben irrenden, irdischen Seele die Erlösung gebracht haben sollte, darf der gefallene Engel wieder ins Himmelreich aufsteigen. In dem ebenso engagierten wie beruflich erfolglosen Schriftsteller Geoffrey Tempest, der Gott für sein Unglück verantwortlich macht, findet Luzifer die ideale Person, die er manipulieren und in Versuchung bringen kann, um sein himmlisches Ziel zu erreichen. Soeben hatte Tempests Verleger dessen letztes Manuskript, eine übernatürliche Geschichte, in der er über Gott und sein eigenes Schicksal schimpft, abgelehnt. Prinz Lucio sucht Tempest auf und teilt ihm mit, dass dieser ein großes Vermögen geerbt habe. Die einzige Bedingung sei, dass Tempest sein Schicksal komplett in die Hände des Prinzen legen müsse. Tempest, der glaubt, nichts mehr zu verlieren zu haben, willigt dieser satanischen Verlockung ein.
Als erstes überzeugt Satan Rimanez Tempest, seine Geliebte Mavis Claire, wie er als Schriftstellerin aktiv, zu verlassen. Dafür beginnt sein unaufhaltsamer Aufstieg in die obere Gesellschaft. Tempest gefällt dieses Jetset-Leben sehr, und er lässt sich schließlich darauf ein, die ihm von Luzifer zugeführte Prinzessin Olga, eine moralisch fragwürdige Nihilistin wir er auch, zu heiraten. Olgas Charakter lässt sie eher zu dem großen Versucher „Prinz Lucio“ hingezogen fühlen, doch der hat nur seine Aufgabe im Sinn und weist Olga zurück. Tempest erkennt, dass Olga ihn betrügt und nicht liebt und dass diese Ehe ein Fehler war. Eines Tages nimmt sich Olga das Leben. Jetzt gesteht Prinz Lucio seine wahre Identität. Entsetzt muss Tempest erkennen, dass er seit beider Begegnung nur falsch gehandelt hat: Bei der Wahl seines neuen Lebensweges, seines „Freundes“ Lucio und seiner nunmehr toten Ehefrau. Tempest sieht seine heruntergekommene Ex-Freundin Mavis Claire wieder und erkennt endlich, wer wirklich seiner Liebe bedarf. „Lord Satanas“ droht Tempest daraufhin, ihm all seine irdischen Güter wieder zu nehmen, doch Tempest kehrt in Mavis’ Arme heim. Der Teufel aber ist verschwunden, und man kann annehmen, dass er, der durch die Versuchung Geoffreys diesen wieder auf den rechten Weg gebracht hat, erneut Einlass im Himmel erhalten hat.

## Produktionsnotizen
Lord Satanas, die erste Inszenierung Griffiths nach seinem Wechsel zu Paramount Pictures, erlebte seine Weltpremiere am 12. Oktober 1926 in New York. Massenstart war am 5. Februar 1927. Eine deutsche Premiere ist nicht feststellbar, die österreichische Erstaufführung fand am 23. September 1927 in fünf Wiener Kinos statt.
Die Filmbauten schuf Charles Kirk.
Noch keine 25 Jahre alt, beendete Carol Dempster, einst eine Entdeckung Griffiths, nach nur zehn Jahren ihre Schauspielkarriere.
Kollegin Lya de Putti hatte eine Nacktszene, die allerdings nur in der für das europäische Kinopublikum vorgesehenen Fassung gesehen werden konnte.

## Kritiken
Mordaunt Hall fasste in der New York Times seinen Gesamteindruck mit folgenden Worten zusammen: „Übersät mit Tränen und fantastischen Orgien.“
The Film Daily kam zu folgender Einschätzung: “Ricardo Cortez übertrifft bei weitem jede vorausgegangene [schauspielerische] Anstrengung, Adolphe Menjou erledigt einen tollen Job, macht den Satan aber zu einem liebenswerten Charakter. Carol Dempster verdient viel Lob für die Gestaltung ihrer Rolle.”
Wiens Mein Film konstatierte kurz und knapp: „Menjou und die Putti ausgezeichnet.“
Die Klagenfurter Zeitung stellte schließlich noch einmal fest, dass es sich bei diesem Filmstoff um ein „äußerst fesselndes Gemisch von Faust-Mephisto-Romantik und modernster Gesellschaftstragik“ handele. Und: „Der Film ist inhaltlich bedeutsam und äußerlich ein Kunstwerk“.